# Бета-амілоїд
Бета-амілоїдний білок (Aβ або Abeta) — білок з молекулярною масою 4200 Да, що складається з 39-42 амінокислотних залишків. За допомогою протеолізу він (разом з деякими невеликими білками) утворюється з більшого трансмембранного білка-попередника APP, що виконує трофічну і захисну функції. Роль бета-амілоїдного білка в нормі невідома, але відомо, що білок-попередник виконує роль рецептора, взаємодіючи з іншими білками клітинного транспорту.

## Функція
Нормальна функція даного білка невідома. Але бета-амілоїд асоційований з хворобою Альцгеймера.